# Boris Brejcha
Boris Brejcha (Ludwigshafen am Rhein, 1981. november 26. –) német lemezlovas és zenei producer. Leginkább high-tech minimal techno műfajban alkot. Stílusát gyakran hasonlítják DJ Umek és Solomun stílusához.
Brejcha gyerekkorában a helyszínen tartózkodott a Ramsteini légi katasztrófa idején, súlyos égési sérüléseket szerezve, amelyek felnőttként is láthatóak rajta. Részben emiatt viseli gyakran a védjegyének is tekinthető velencei karneváli álarcot. Számos nagy fesztiválon fellépett, többek közt a Tomorrowlanden és a Coachellan. 2015-ben megalapította a Fckng Serious nevű kiadót.

## Diszkográfia

### Albumok
- 2007: Die Maschinen Kontrollieren Uns
- 2007: Die Maschinen sind Gestrandet
- 2008: Mein Wahres Ich
- 2010: My Name Is
- 2011: My Name Is – The Remix
- 2013: Feuerfalter – Part01
- 2014: Feuerfalter – Part02
- 2014: Feuerfalter – Special Edition
- 2016: 22
- 2016: Dj Mixes Single Track
- 2020: Space Diver
- 2020: Livestream Mix (Mixed)
- 2021: Never Stop Dancing